# Palácio Valadares
O Palácio Valadares é um edifício de arquitectura nobre existente no Largo do Carmo, em Lisboa.

## Descrição
Foi aqui, no local do Palácio Valadares que D. Dinis, a 1 de Março de 1290, mandou instalar a primeira casa da Universidade de Lisboa, com o nome de Estudo Geral. Até ao final do séc. XIII, os alunos que queriam fazer estudos superiores tinham que ir para Universidades estrangeiras, como por exemplo Salamanca.
A par das escolas monásticas que funcionavam no Mosteiro de Alcobaça e no Mosteiro de Santa Cruz, importantes centros de cultura, Portugal tinha agora uma Escola aberta a todos que a quisessem frequentar, e não apenas a clérigos, uma Escola laica. Aí estudavam-se principalmente Leis (Direito) e Medicina.
Segundo certas fontes, o primeiro palácio que existiu no local foi mandado construir no século XV por D. Pedro de Menezes, 1° Marquês e 3° Conde de Vila Real, sendo durante séculos à Casa Vila Real e, mais tarde, dos Valadares seus herdeiros. O facto que o acesso do elevador de Santa Justa se chame Travessa Dom Pedro de Menezes dá um certo peso a esta tese.
O palácio, na sua configuração actual, data do século XVIII e foi mandado construir pelo 3.º conde de Valadares, D. Miguel Luis de Menezes. Contudo, este palácio veio a ruir com o terramoto de 1755.
Reedificado integralmente, sofreu um incêndio em 1798, pelo que os seus proprietários só temporariamente o habitaram.
Reconstruído mais uma vez, no início do século XIX foi sede da Assembleia Lisbonense e até finais do século aqui esteve instalado o Clube Lisbonense.
No início do século XX aqui começou a funcionar o Liceu Nacional do Carmo e de 1911 a 1933 o Liceu Feminino D. Maria Amália Vaz de Carvalho.
Funcionou como Escola Secundária Veiga Beirão de 1941 até 1996 e Escola EB 2/3 Fernão Lopes até 2004. Desde então que o edifício está vazio, sendo que a Parque Escolar requalificou-o quando já lá não havia aulas há cinco anos. Em 2017, a propriedade do Palácio vai ser transferida para a Direção Geral do Tesouro para que possa ser alienado.